# Sangenstedt
Sangenstedt  ist ein Ortsteil von Winsen (Luhe) im Landkreis Harburg in Niedersachsen. Das Dorf liegt südlich von Hamburg und wurde 1972 in die Kreisstadt Winsen (Luhe) eingemeindet.

## Geografie

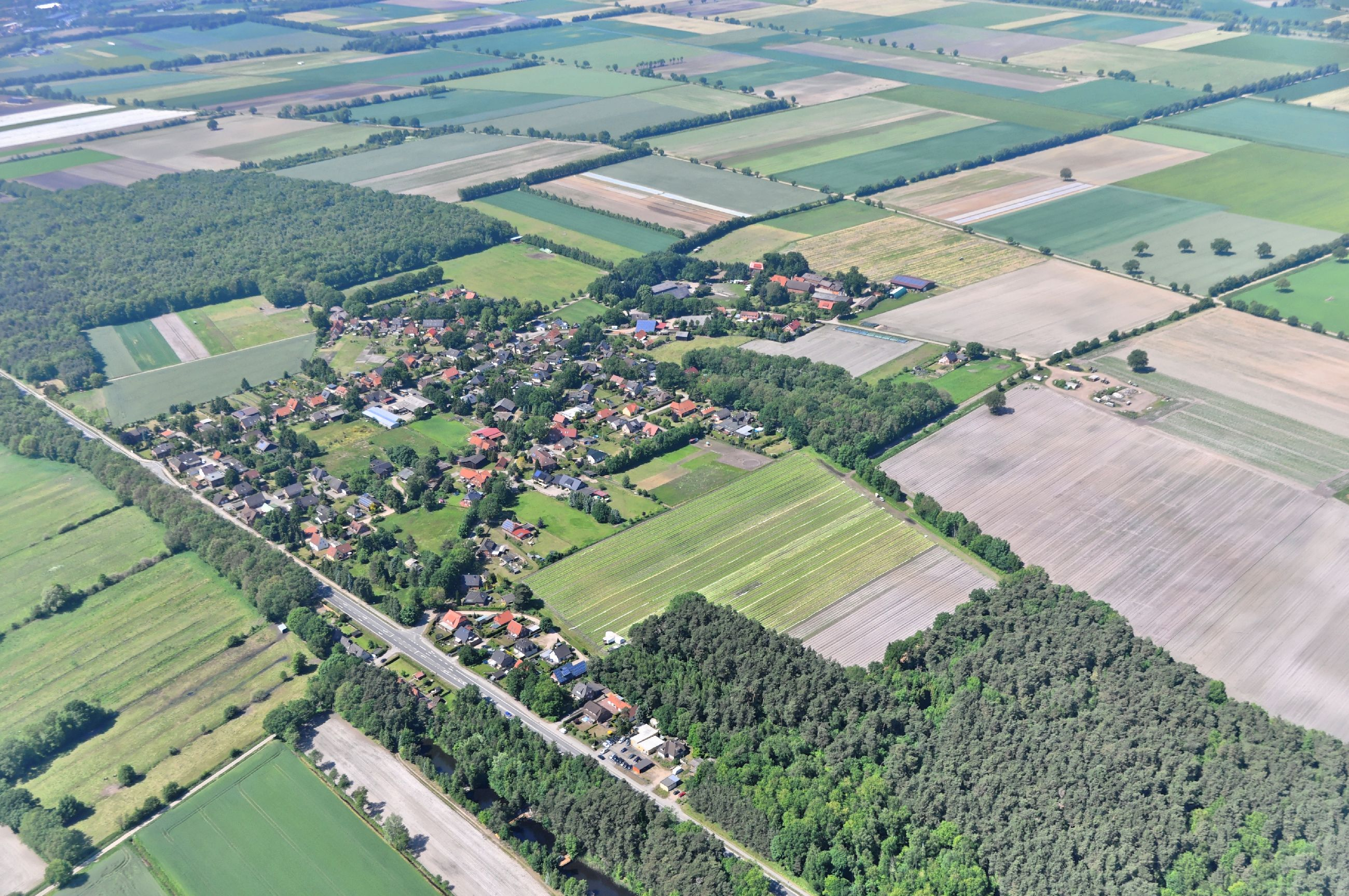
Luftbild von Sangenstedt (2013)

Sangenstedt liegt östlich des Winsener Kerngebietes an der ehemaligen Bundesstraße 4, heutige K 87, die von Hamburg nach Lüneburg führt. Die A 39 verläuft südlich in 2 km Entfernung, ebenso die Bahnstrecke Lehrte–Hamburg-Harburg. Nördlich verläuft in zwei Kilometer Entfernung an der Grenze zur Binnenmarsch der Ilmenau-Kanal. Der Ort am Rande der Vorgeest und der Elbmarsch ist mit seinen rund 500 Einwohnern der zweitkleinste Ortsteil Winsens. Weil in Sangenstedt nie große Baugebiete ausgewiesen wurden, blieb der typisch dörfliche Charakter bis heute erhalten.

## Geschichte
Urkundlich wird Sangenstedt erstmals 1233 in einem Vertrag erwähnt, den Helena von Lüneburg und ihr Sohn Otto das Kind mit dem Michaeliskloster in Lüneburg geschlossen hat. Darin erhalten Helena und Otto die Kirche in Winsen an der Luhe im Tausch gegen die Kapelle St. Knut auf dem Lüneburger Kalkberg. In der Urkunde heißt es: „… duas marcas denariorum dedimus de Rothorp et Sankenstede …“, also „...Zwei Mark Pfennigen aus Rottorf und Sangenstedt“, die jährlich als Entschädigung an die einstige Mutterkirche in Pattensen gezahlt werden muss. Wahrscheinlich sind die ersten Höfe schon im 8. Jahrhundert entstanden, also zur Zeit des Herzogtums Sachsen. Bis in das 19. Jahrhundert bestand Sangenstedt nur aus drei Höfen. Um das 13. Jahrhundert war das Adelsgeschlecht, die „Edlen zu Sanckenstedt“ dort sesshaft. Das Wappen derer zu Sanckenstedt ist heute das Wappen von Sangenstedt. Das Geschlecht, das seinen Namen vermutlich vom Ortsnamen abgeleitet hat, ist im 16. Jahrhundert ausgestorben.
Im Dreißigjährigen Krieg verwüsteten 1627 dänische Truppen die Region. Der Winsener Amtmann Berthold Kahrstedt berichtet in einem Brief, dass Sangenstedt dabei eingeäschert wurde. 1631 litt Sangenstedt erneut, diesmal unter plündernden schwedischen Truppen. In den kommenden Jahren misshandelten immer wieder andere Truppen die Einwohner, so dass am Ende des Krieges die Einwohnerzahl in der Region um die Hälfte sank.
Ein historischer, schon im Mittelalter bedeutender Handelsweg führt südlich an Sangenstedt vorbei. Dieser war eine wichtige Handelsverbindung und Reiseroute, die Lüneburg mit Hamburg über die komfortable Elbquerung Zollenspieker verband. Überwiegend aus militärischen Gründen wurde die Straße als eine möglichst gerade und kurze Verbindung der wichtigsten Anliegerorte errichtet, die dann zunehmend als Handels- und Poststraße an Bedeutung gewann. Seit 1459 sind auf dieser Strecke Botenkurse belegt. Bereits seit 1746 gab es einen regelmäßigen, wöchentlichen Postdienst von Lüneburg nach Hamburg. Im Königreich Hannover wurde diese Heerstraße zur Chaussee ausgebaut und 1821 fertiggestellt. Durch diese moderne Verbindung gewann auch das Fuhrwesen immer mehr an Bedeutung, die auf der neuen Straße Güter in die großen Städte Hamburg und Lüneburg transportierten. Durch die günstige Lage Sangenstedts entstand blühender Handel. Durch die Eröffnung der Bahnstrecke Lehrte–Harburg 1847 brach das Geschäft der Fuhrleute zusammen und brachte bestehende Strukturen des  Handels nahezu zum Erliegen. Dennoch blieb diese Strecke als Reiseroute beliebt. Bereits Herzog Friedrich von Holstein wählte 1494 diese Strecke für seine Reise nach Berlin und Posen. Berühmte Persönlichkeiten bestätigen in ihren Aufzeichnungen ihre Reisen über diese Strecke. So benutzten unter anderen Matthias Claudius, Jens Immanuel Baggesen, Elisa von der Recke, Karl Julius Weber und Hans Christian Andersen diesen Weg und kamen an Sangenstedt vorbei. Durch die stets fortschreitende Mobilität, die mit der Verbreitung des Kraftwagens entstand, wurde aus dem historischen Handelsweg die spätere Reichsstraße bzw. Bundesstraße 4. In dieser Zeit entstanden die ersten Gasthäuser in Sangenstedt. Große Aufmerksamkeit seitens der Bevölkerung gab es am 17. Juni 1905 als Kaiser Wilhelm II. von Lüneburg kommend auf der Reichsstraße 4 zur Weiterfahrt nach Hamburg mit dem Automobil vorbei fuhr. Am 16. Juni 1906 kam Kaiser Wilhelm erneut an Sangenstedt vorbei, nach einem Besuch in Celle wurde seine Durchfahrt in Winsen gebührend gefeiert.
Bis 1810 gehörte Sangenstedt zum Kurfürstentum Braunschweig-Lüneburg.
Mit der Konvention von Artlenburg 1803 wurde Sangenstedt von Napoleons Truppen besetzt und unter französischer Herrschaft gestellt. So gehörte Sangenstedt 1810 für kurze Zeit zum Königreich Westphalen, von 1811 bis 1814 zum Département des Bouches de l’Elbe des ersten französischen Kaiserreichs in Deutschland. Nach der Niederlage von Napoleon Bonaparte und dem daraus folgendem Wiener Kongress gehörte Sangenstedt ab 1814 zum Königreich Hannover und nach dem Krieg von 1866 dann zu Preußen.
Sangenstedt war an der ersten Gemeinheitsteilung im Amte Winsen 1786 beteiligt. Nach Streitigkeiten wurde erstmals eine gemeinsam genutzte landwirtschaftliche Fläche aufgeteilt Weiterführend kam es dann im 19. Jahrhundert in Sangenstedt zu Verkoppelungen, bei der es zu einer Neuverteilung und Privatisierung der vormals gemeinsam genutzten landwirtschaftlichen Flächen kam. Dadurch wurden in den Gemarkungen neue Flächen parzelliert. Durch den Verkoppelungsprozess wurden die Bauern erstmals von der Abhängigkeit ihrer Grundherren und den überzogenen, teils jahrhundertealten Zwangsabgaben befreit.
In der Chronik der Sangenstedter Dorfschule wurde am 6. August 1889 erstmals die Freiwillige Feuerwehr Sangenstedt erwähnt. Einen organisierten Brandschutz gab es allerdings schon früher.
1939 zählte Sangenstedt 177 Einwohner. Der Ausbruch des Zweiten Weltkrieges blieb für die Einwohner Sangenstedts nicht ohne Folgen. Wie viele andere Sangenstedter auch bekam der Dorfschullehrer Hoefer zu Kriegsausbruch den Einberufungsbefehl. Die Dorfschule wurde geschlossen und die Kinder nach Rottorf zum Unterricht geschickt. Kurz vor dem Ende des Zweiten Weltkrieges marschierten am 19. April 1945 britische Truppen über die Reichsstraße 4 von Rottorf kommend in Sangenstedt ein. Bei Kampfhandlungen mit zurückziehenden Soldaten der Wehrmacht, die sich einen Tag vorher in Rottorf mit den Briten schwere Gefechte lieferten, gerieten in Sangenstedt mehrere Gebäude in Brand.

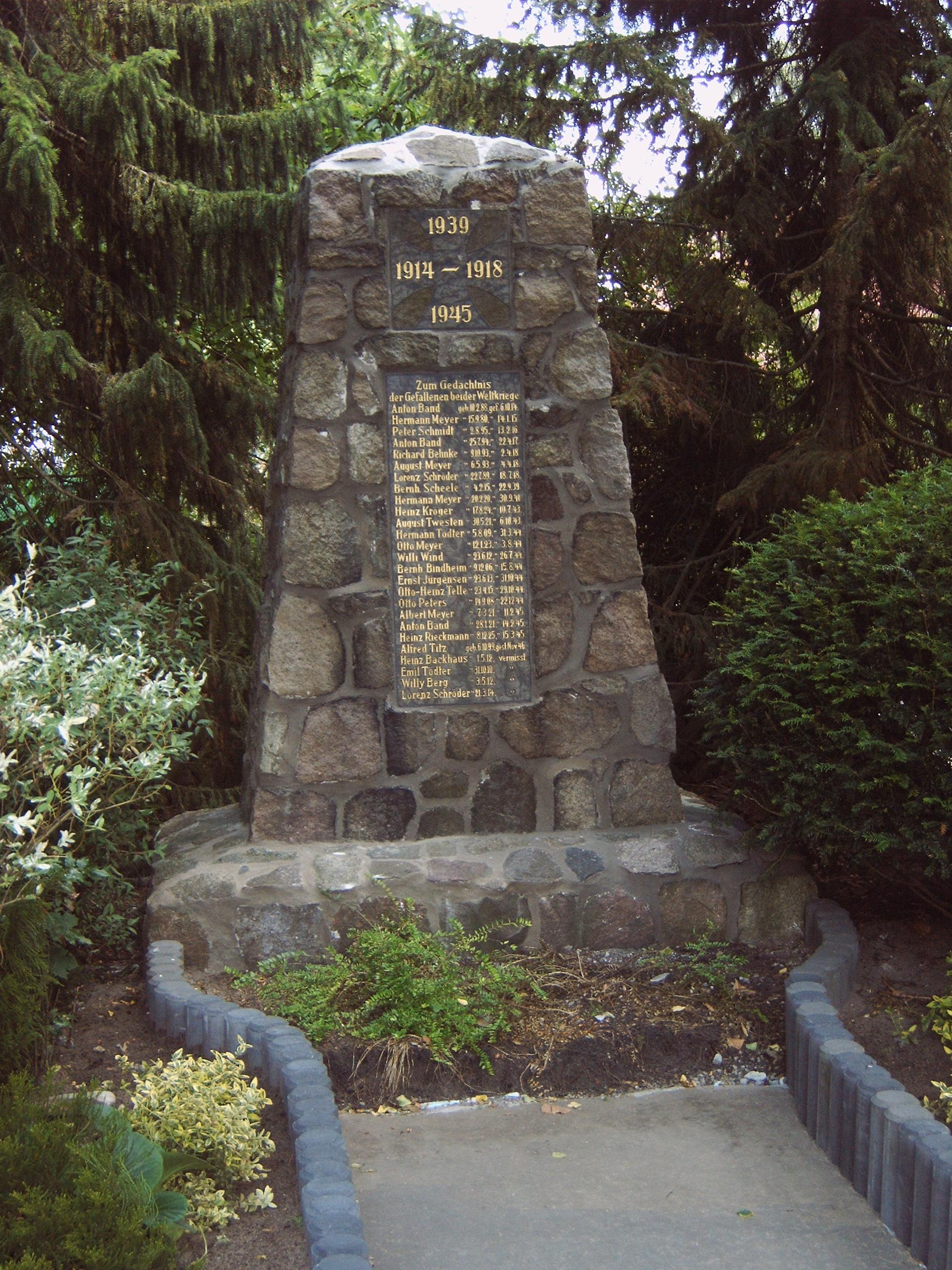
Denkmal für die gefallenen Soldaten Sangenstedts

Mit kurzer Unterbrechung war Hermann Porth, Vollhöfner auf Hof Nr. 2, von 1917 bis 1952 Bürgermeister von Sangenstedt.
Ab 1950 gab es von den Einwohnern Borstels Bemühungen um einen eigenen Friedhof. Nach finanzieller Unterstützung auch von der Gemeinde Sangenstedt und Spenden der Bürger wurde dieser mit Friedhofskapelle in einem Waldstück zwischen Borstel und Sangenstedt errichtet. 1957 fand hier die erste Beisetzung statt. Durch seine Nähe wird er von den Sangenstedtern mehr in Anspruch genommen, als der zuständige kirchliche Friedhof im 5 Kilometer entfernten Handorf. Ende 2014 wurde auf dem Gelände des Friedhofs Borstel ein Bestattungswald eingerichtet.
Der Sangenstedter Sparklub "Smiet rin" wurde 1962 gegründet und förderte mit der Jahreshauptversammlung und der jährlichen Ausfahrt die Dorfgemeinschaft. Aufgrund der Niedrigzinspolitik hat sich der mitgliederstarke Klub 2019 aufgelöst.
Bis 1972 war Sangenstedt eine eigenständige Gemeinde. Der letzte Bürgermeister von Sangenstedt war Arthur Band.
Am 1. Juli 1972 wurde Sangenstedt in die Kreisstadt Winsen (Luhe) eingegliedert.
Ende der 1980er Jahre wurde mit dem Bau des letzten Teilstücks der A 250 begonnen, die südlich an Sangenstedt vorbeiführt. 1995 wurde dieser Abschnitt, der seitdem die B 4 ersetzt, für den Verkehr freigegeben. Im gleichen Zuge wurde die ehemalige B 4 zur Kreisstraße 87 herabgestuft. Im Jahr 2010 wurde die A 250 umbenannt und zum nördlichen Teilstück der A 39.
Seit dem 1. März 2019 steht das zwischen Sangenstedt und Borstel gelegene Waldgebiet „Birken-Eichenwald bei Sangenstedt“ unter Naturschutz.

## Religion
Der überwiegende Teil der Einwohner ist Evangelisch-Lutherisch und gehört zur Kirchengemeinde St. Marien in Handorf.

## Politik

### Ortsvorsteherin
Die Ortsvorsteherin von Sangenstedt ist Andrea Röhrs. Sie vertritt als Ratsvorsitzende und Fraktionsmitglied der CDU auch gleichzeitig die Bürgerinnen und Bürger im Rat der Stadt Winsen (Luhe).

### Wappen
Das Sangenstedter Wappen war ursprünglich das Wappen der „Edlen zu Sanckenstedt“, der Sangenstedter Adelsfamilie, die im 16. Jahrhundert ausstarb. Es zeigt ein schwarzes-silbernes Schild und eine silberne Rüstung mit Schulterdecke auf weißen Grund und schwarzen Rand. Das Schild zieren zwei in grün gekleidete Mohrenköpfe mit roten Lippen und grünen Kranz auf dem Kopf. Der Helm trägt zwei Büffelhörner auswärts zeigend. Dort in der Mitte befindet sich erneut ein Mohrenkopf mit zusätzlicher Straußenfeder. Heute ist davon auszugehen, dass die dunklen Köpfe bei einem Übertragungsfehler entstanden sind und ursprünglich nicht schwarz waren. Naheliegender ist, dass es sich hierbei um die drei Bauern von den drei damals vorhandenen Höfen handelt. Das Sangenstedter Wappen hat nur repräsentativen Charakter und ist bis heute nicht als offizielles Wappen anerkannt.

## Wirtschaft und Infrastruktur
Sangenstedt hatte bis 1972 eine eigene Dorfschule. Heute werden die Kinder im benachbarten Borstel in die Grundschule im Borsteler Grund eingeschult. Der Evangelische Kindergarten "Unter dem Regenbogen" befindet sich ebenfalls in Borstel und ist von Sangenstedts Dorfmitte nur rund 1 Kilometer entfernt. In Sangenstedt gab es bis 1984 einen Dorfladen und bis 1996 eine Poststelle.
An der B4 waren zwei Gaststätten und eine BP-Tankstelle ansässig. Die Tankstelle wurde 1976 geschlossen. Beide Gaststätten sind Bränden zum Opfer gefallen und wurden abgerissen, die letztere 1998, nachdem das Gebäude vier Jahre lang als Brandruine stehengeblieben war. Die Freiwillige Feuerwehr wurde 1889 erstmals erwähnt und hat seit 1997 eine Jugendfeuerwehr. In der Dorfmitte gibt es einen Kinderspielplatz und einen Bolzplatz.
Seit 2013 verläuft die Nordeuropäische Erdgasleitung (NEL) südlich durch Sangenstedter Gebiet.

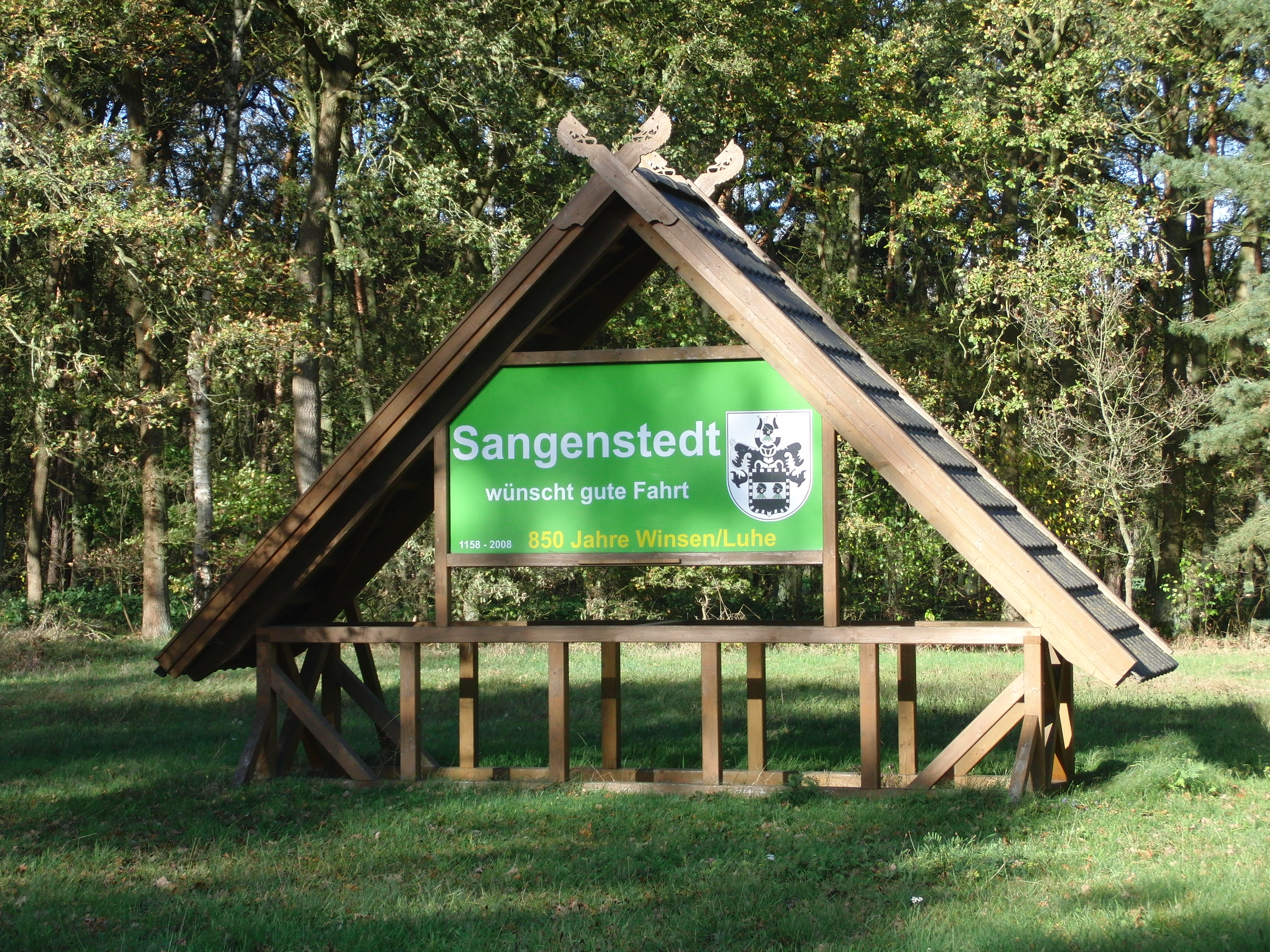
Grußschild an der K87, der ehemaligen B4

### Verkehr
Sangenstedt liegt an der Kreisstraße 87, bis 2005 die Bundesstraße 4, die von Hamburg über Winsen durch Sangenstedt entlang bis nach Lüneburg führt. Mehrere Buslinien führen nach Lüneburg und Winsen (Luhe) und sorgen für eine regelmäßige Anbindung an das regionale Verkehrsnetz. Die Buslinie 4714 fährt über Sangenstedt mehrmals täglich zum Airbus Werksgelände nach Finkenwerder.
Außerhalb der Bus-Fahrtzeiten kann im Winsener Bereich das Anruf-Linien-Taxi genutzt werden. Es ist Bestandteil des öffentlichen Personennahverkehrs.

## Kultur und Soziales

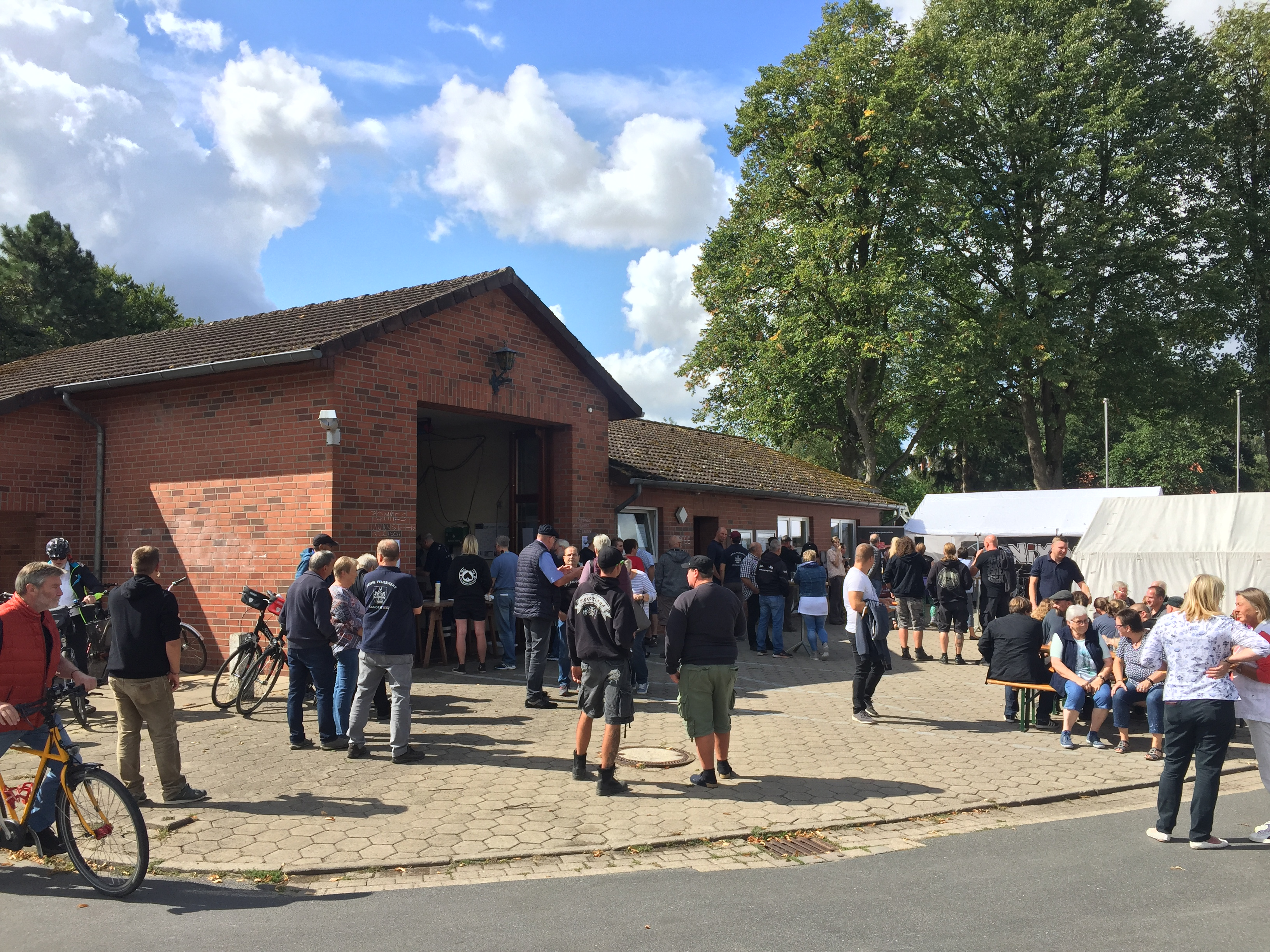
Typisches Dorffest am Sangenstedter Feuerwehrhaus, hier anlässlich der Winsener Fahrradkonzerte im August 2018

2003 ist für die älteren Bürger des Ortsteils ein Seniorennachmittag ins Leben gerufen worden, der monatlich im Feuerwehrhaus stattfindet. Seit 2013 findet das jährliche Bauernrechnen (Niederdeutsch: Buurnreken), eine jahresrückblickende Bürgerversammlung im Frühjahr mit Beteiligung von Bürgermeister und Ortsvorsteherin, statt.
Die Freiwillige Feuerwehr Sangenstedt organisiert das jährliche Osterfeuer und Spieleabende. Im Feuerwehrhaus finden mehrere Veranstaltungen statt, unter anderem Gottesdienst, das Dorffest und der Weihnachtsmarkt. Im November findet ein Laternenumzug mit Musik durchs Dorf statt. Die Laien-Theatergruppe des MTV Borstel-Sangenstedt veranstaltet einmal im Jahr Aufführungen im benachbarten Borstel.

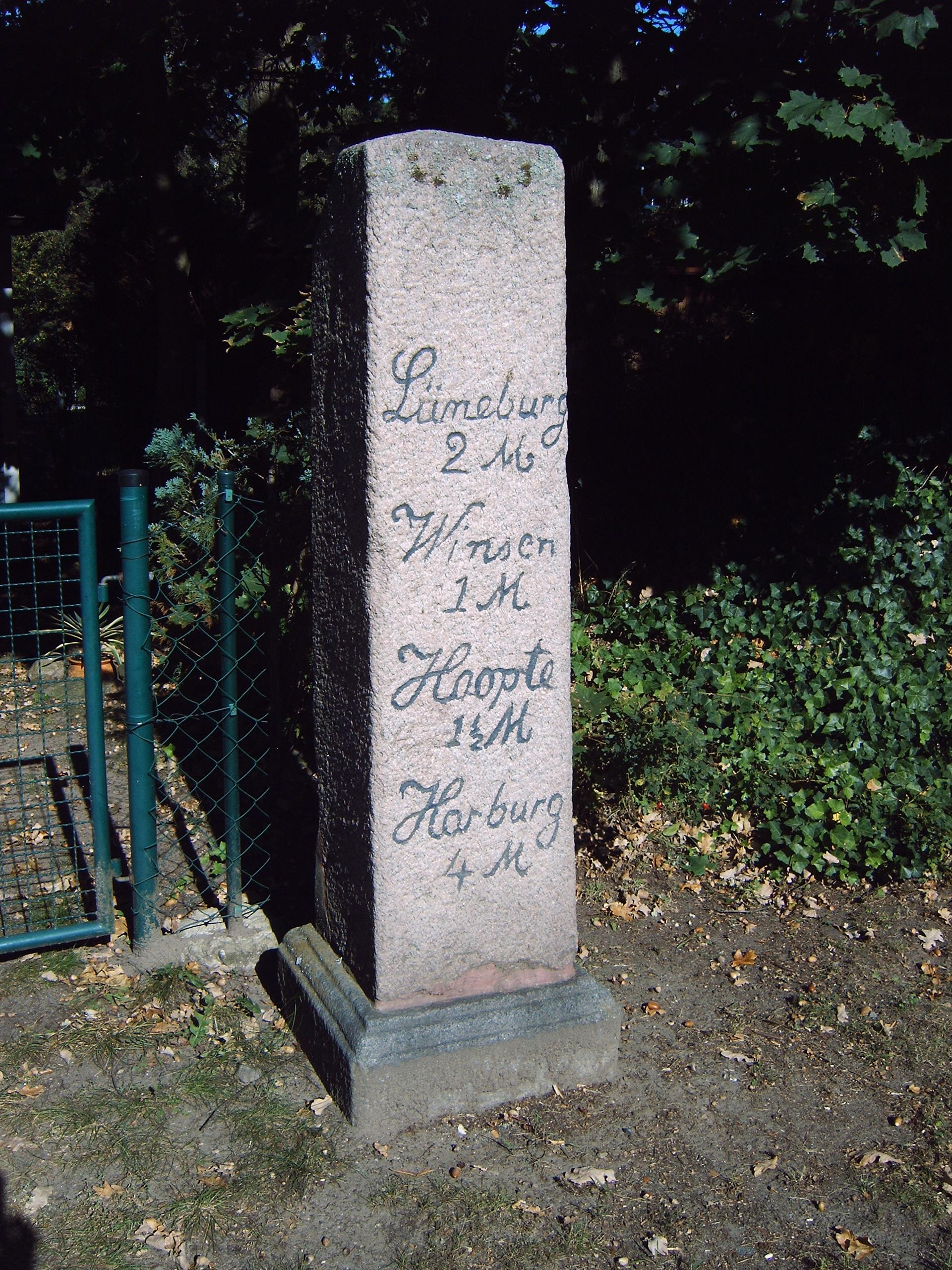
Historischer Meilenstein der alten Lüneburg - Hoopter Chaussee, heute K87

## Denkmäler
Sangenstedt verfügt über zwei Denkmäler. In der Dorfmitte steht das Denkmal für die gefallenen Soldaten beider Weltkriege. An der K87, der ehemaligen B4 steht eine historische Ganzmeilensäule, die 1821 während des Ausbaus der Heerstraße zur Chaussee aufgestellt wurde. Dort wurde sie 1976 durch einen Verkehrsunfall zerstört und entsorgt. Durch das couragierte Handeln des damaligen Sangenstedter Ratsherrn Bernhard Scheele wurde das Verkehrsdenkmal gerettet und an der anderen Straßenseite wieder aufgestellt.
Ein Gedenkstein gegenüber dem Feuerwehrhaus erinnert an die Ersterwähnung der Freiwilligen Feuerwehr in Sangenstedt im Jahre 1889.

## Sport
Der MTV Borstel-Sangenstedt von 1910 verfügt über ein vielseitiges Sportangebot. Neben verschiedenen Ballsportarten werden auch unter anderem Leichtathletik, Tanzen, Turnen und Gymnastik angeboten. Allerdings befinden sich die Sportstätten im benachbarten Borstel. Die Schützenkameradschaft Borstel-Sangenstedt wurde 1950 von Borsteler und Sangenstedter Bürgern gegründet. Auch sie hat ihre Vereinsstätten in Borstel. Weitere Sportmöglichkeiten gibt es auch beim drei Kilometer entfernten MTV Rottorf.
Sangenstedt grenzt westlich an den Staatsforst Habichtshorst, der für Laufsport gut geeignet ist. Im Ort gibt es Pferdehaltung und bietet Gelegenheit zum Reitsport. Auf den Wegen durch die vielseitigen Natur der Elbmarsch im Norden und den Forstgebieten im Süden bietet das Sangenstedter Umland gute Möglichkeiten für den Fahrradtourismus. Der Radfernweg Hamburg-Schnackenburg verläuft 2 km nördlich der Dorfmitte entlang des Ilmenaukanals und der Neetze.

## Natur

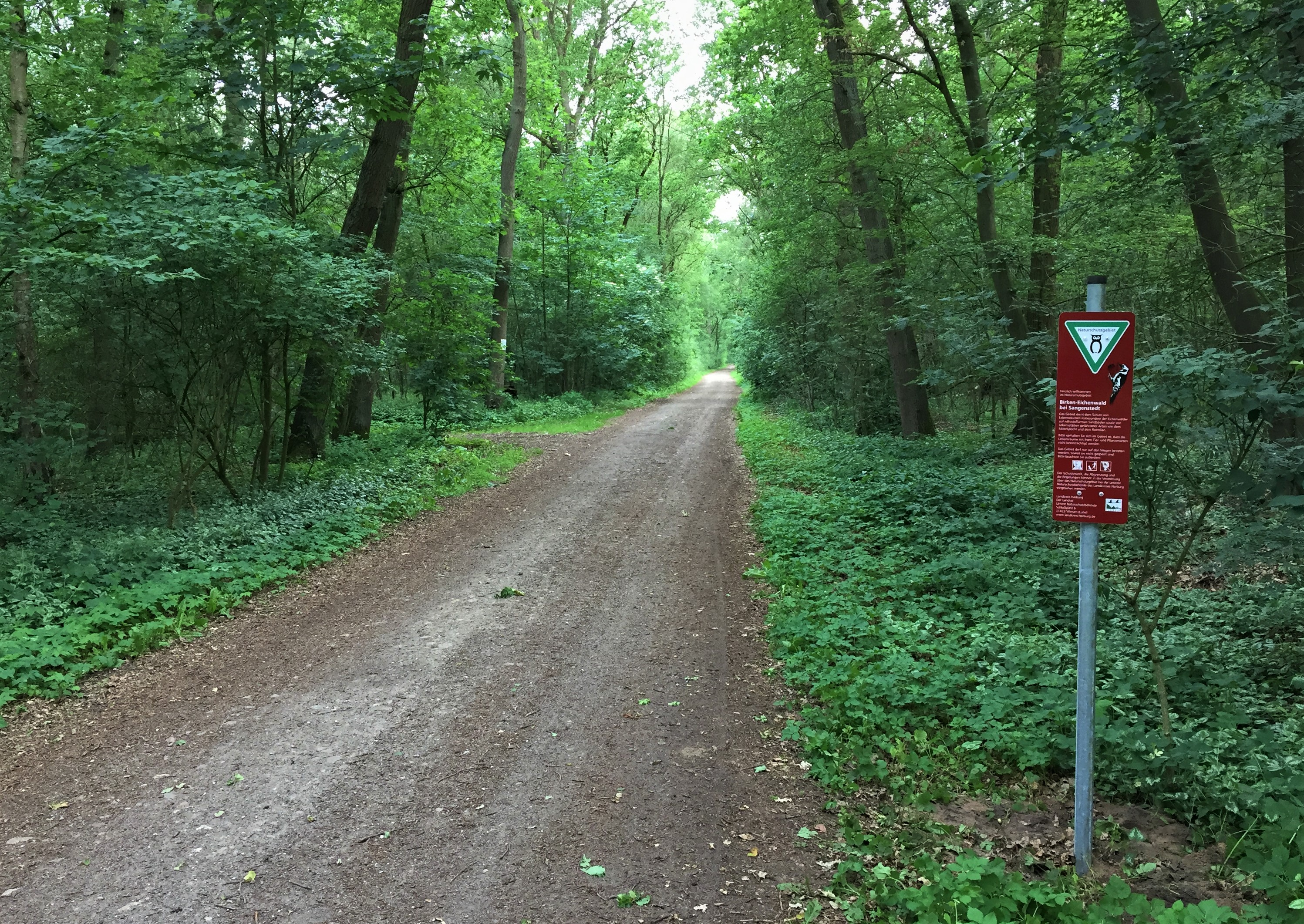
NSG-Schild des „Birken-Eichenwaldes bei Sangenstedt“ am Neulandsweg

Westlich an Sangenstedt grenzt das Naturschutzgebiet „Birken-Eichenwald bei Sangenstedt“. Es hat eine Größe von ca. 37 ha und besteht überwiegend aus alten bodensauren Eichenwäldern auf Sandebenen mit den charakteristischen Stieleichen.
Diese Art von Pflanzengesellschaft gilt nach der Rote Liste gefährdeter Arten in Deutschland als stark gefährdet. Weil der forstwirtschaftliche Nutzen eines Birken-Eichenwaldes gering ist, wurden viele Bestände in der Region durch Kiefernforste oder Ackerland umgewandelt, was die sehr hohe Bedeutung dieses Naturschutzgebietes für den Biotopschutz und der Artenvielfalt verdeutlicht.